# ジェイミー・ヒューレット
ジェイミー・ヒューレット（Jamie Christopher Hewlett, 1968年4月3日 - ）は、イギリス、ウェスト・サセックス出身の漫画家、イラストレーター。コミック「タンク・ガール」やゴリラズのキャラクターデザインで知られている。

## 経歴
コミックとしては「Tank Girl」シリーズが有名で、独特なファッションやロックテイストの強い世界観がイギリス全土でカルト的な人気を呼びアメリカで実写化もされ、1995年に映画公開された。ロックバンド・ブラーのデーモン・アルバーンとのプロジェクトであるゴリラズでは、ヴィジュアルを担当しギネスに載るなど、世界的人気を誇る。
“西遊記”をテーマとした「Monkey: Journey to the West」のオペラ劇では舞台デザイン、ヴィジュアル・コンセプト、アニメーションも担当した。2007年にイギリスで初演され、フランス、アメリカでも公演。アクロバッティクなワイヤー・アクションなどのパフォーマンスに中国の伝統と西洋の音楽が融合した新しいオペラとして大絶賛され話題となった。

## 作品
- Tank Girl
- Gorillaz
- Monkey: Journey To The West
- Under Water Colours